# Pliobates cataloniae
Pliobates cataloniae és una espècie extinta d'hominoïdeu que visqué fa 11,6 milions milions d'anys i pesava entre 4 i 5 kg. L'espècie fou descrita per investigadors de l'Institut Català de Paleontologia Miquel Crusafont a partir de 70 restes fòssils trobades l'any 2011 a l'abocador de Can Mata (Hostalets de Pierola). L'individu era una femella adulta i hom la batejà amb el nom de Laia. L'anunci de la troballa es feu el 30 d'octubre del 2015 a la revista Science.
P. cataloniae mostra, per primera vegada en un primat fòssil d'aquesta mida, tot un conjunt de trets característics dels hominoïdeus actuals presumiblement heretats a partir del seu darrer ancestre comú, el qual probablement visqué a l'Àfrica uns quants milions d'anys abans.